# فريدريك ويليس
فريدريك ويليس (بالإنجليزية: Frederick Willis)‏ هو سياسي أمريكي، ولد في 18 مايو 1904 في الولايات المتحدة، وتوفي في 2 أكتوبر 1971 في لين في الولايات المتحدة. حزبياً، نشط في الحزب الجمهوري. وقد انتخب عضو مجلس نواب ماساتشوستس.